# NGC 6287
NGC 6287 هي مجرة تتبع كوكبة الحواء. اكتشفها ويليام هيرشل في 21 مايو 1784.

## روابط خارجية
- NGC 6287 على موقع ويكي سكاي: DSS2, SDSS, GALEX, IRAS, Hydrogen α, X-Ray, Astrophoto, Sky Map, Articles and images